# Herb gminy Dobrzyniewo Duże
Herb gminy Dobrzyniewo Duże – symbol gminy Dobrzyniewo Duże.

## Wygląd i symbolika
Herb przedstawia na tarczy w polu srebrnym czerwonego woła, a w klejnocie herbowym hełm rycerski z labrami i koroną, z której wystaje pół czerwonego woła. Jest to godło z herbu Ciołek, którym posługiwali się właściciele terenów gminy.